# 雲潭瀑布

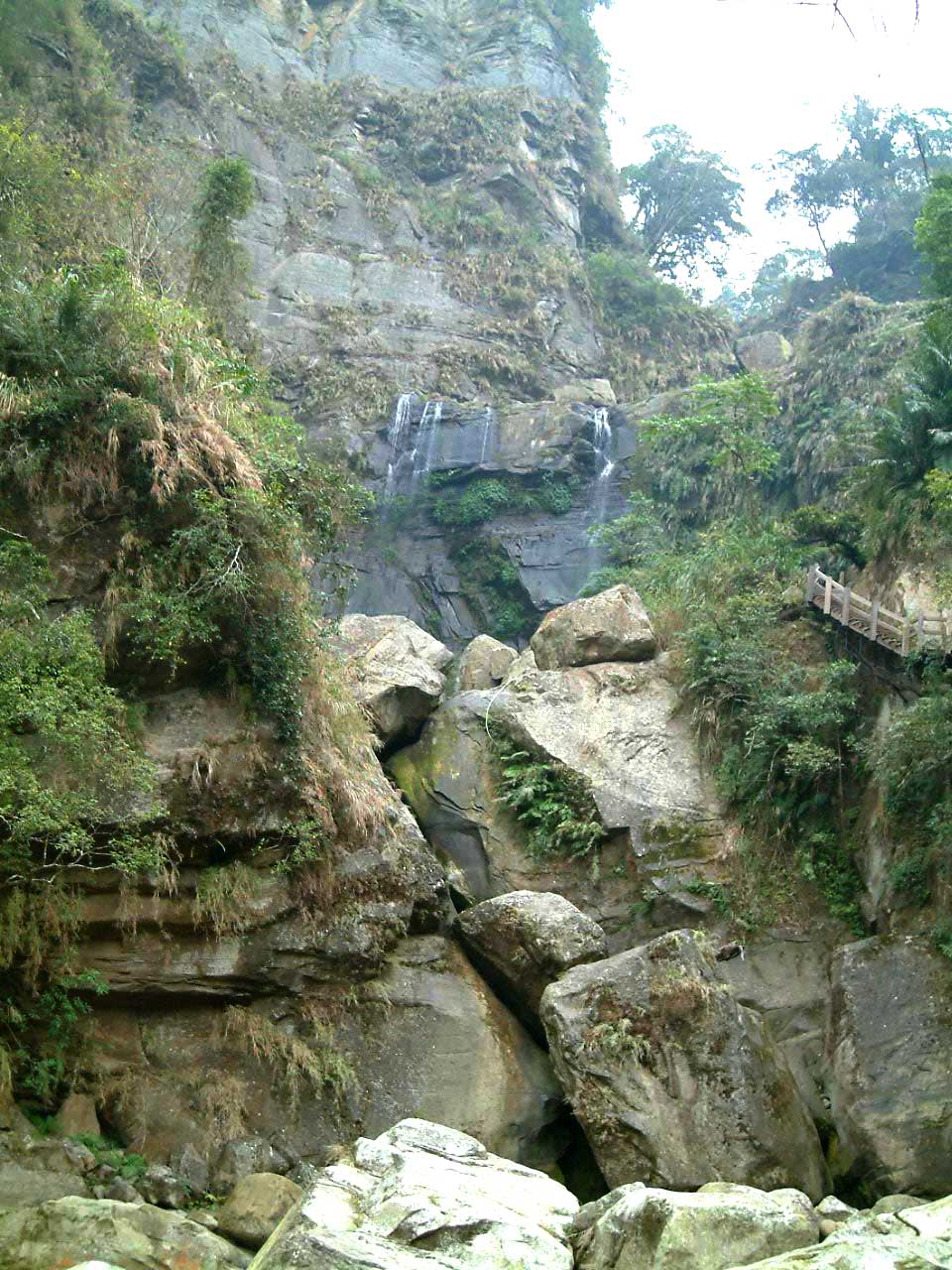
雲潭瀑布中、下層

雲潭瀑布位於台灣嘉義縣梅山鄉，生毛樹溪上游粗紙坑溪支流，屬濁水溪流域。瀑布標高約780公尺至680公尺，分上、中、下三層，總落差約100公尺。為瑞里風景區內最為壯觀的瀑布，有「瑞里第一景」的美稱。

## 簡介
雲潭瀑布附近岩層以厚層砂岩夾薄層頁岩為主，地層傾斜約12度，且傾斜方向與河流流向相反，有利於瀑布高度的維持。上層瀑布高26.3公尺，瀑寬1.87公尺，由近乎垂直的岩壁奔洩而下，下方的瀑潭即為「雲潭」，潭深約2公尺；中層瀑布則最為壯觀，大雨過後瀑布如千軍萬馬奔騰而下，氣勢非凡；下層瀑布由岩縫間隙竄出，宛若絲帶，水量大時呈兩條水流，宛如「雙龍搶珠」景象。若天氣適宜，瀑水經常可見彩虹，故此瀑布還曾一度命名為「落虹瀑布」。循步道至下層瀑布底共617階，入口雲潭休息站設有停車場、洗手間、及餐飲部，可稍作休憩。目前，通往底部的第三層瀑布因棧橋損毀，無法前往。

## 交通資訊
- 自行開車：由國道3號下竹崎交流道轉166線經竹崎至71公里處即為步道入口。
- 大眾運輸：搭乘台鐵至嘉義火車站轉乘嘉義縣公共汽車管理處7315線【嘉義－瑞峰】至雲潭瀑布站下車。[10]

## 解
1. ↑  根據《臺灣通用電子地圖【NLSC】》、《臺灣通用正射影像【NLSC】》對照。

## 外部連結
- 在YouTube的雲潭瀑布影音 （页面存档备份，存于）
- 在Panoramio的雲潭瀑布上層影像
- 在Panoramio的雲潭瀑布中層影像
- 在Panoramio的雲潭瀑布下層影像